# Smoljinac
Smoljinac (en serbe cyrillique : Смољинац) est une localité de Serbie située dans la municipalité de Malo Crniće, district de Braničevo. Au recensement de 2011, elle comptait 1 458 habitants.
Smoljinac est officiellement classé parmi les villages de Serbie.

## Démographie

### Évolution historique de la population
| 1948  | 1953  | 1961  | 1971  | 1981  | 1991  | 2002  | 2011  |
| ----- | ----- | ----- | ----- | ----- | ----- | ----- | ----- |
| 3 108 | 3 219 | 3 110 | 3 043 | 2 955 | 2 753 | 1 873 | 1 458 |

|  |